# Plaine des Papayes
Koordinaten: 20° 4′ S, 57° 35′ O
Plaine des Papayes ist eine Ortschaft („Village“) im Norden von Mauritius. Sie ist Teil des Distrikts Pamplemousses und gehört administrativ zur Village Council Area (VCA) Plaine des Papayes. Bei der Volkszählung 2011 hatte der Ort 7.607 Einwohner. Zur VCA Plaine des Papayes gehören die Ortsteile Bois Mangues, Belle Vue Harel und Butte aux Papayes.
Das Anjalay Stadium in Belle Vue Harel (direkt an der Autobahn M2) wird überwiegend als Fußballstadion genutzt. Das Stadion mit einer Fläche von 53 Arpents fasst 17.262 Besucher und wurde am 26. Januar 1991 eingeweiht.
1998 eröffnete das Swami Dayanand Institute of Management, eine Hochschule mit 600 Studenten mit den Schwerpunkten Informatik und Management. 1958 wurde die weiterführende Schule Friendship College durch Dayachand Nepal gegründet.